# 514
514 (DXIV) var ett normalår som började en onsdag i den julianska kalendern.

## Händelser

### Juli
- 20 juli – Sedan Symmachus har avlidit dagen innan väljs Hormisdas till påve.

## Avlidna
- 19 juli – Symmachus, påve sedan 498.
- Aelle, bretwalda av Sussex